# Franc Pasterk
Franc Pasterk - Lenart, slovenski častnik in narodni heroj, * 1912, Lobnik, Železna Kapla, † 4. april 1943, Podkraj pri Mežici, (padel v boju).
Pasterk je bil na začetku druge svetovne vojne kot državljan Avstrije vpoklican v Wehrmacht, od koder pa je kmalu dezertiral in se priključil NOB. Ob ustanovitvi Koroškega bataljona je postal njegov prvi poveljnik. Smrtno je bil ranjen v eni od akcij bataljona leta 1943 v Podkraju pri Mežici, ko je bataljon v noči iz 3. na 4. april napadel tamkajšnji Narodni dom, kjer se je zadrževala sovražna posadka.  Napad je bil uspešen, Pasterk pa je po enih podatkih umrl med napadom, po drugih pa za posledicami ran, ki jih je dobil v napadu. Posmrtno je bil 27. novembra 1953 odlikovan z redom narodnega heroja Jugoslavije. 
Po njem se je nekoč imenovala osnovna šola v Mežici. 
Spomladi 2012 je bila s strani Koroškega filatelističnega društav (zanj g.Jože Keber) dana pobuda za izdelavo oseben poštne znamke, spominskega ovitka in priložnostnega žiga v spomin stoletnice rojstva zavednega zamejskega rojaka Franca Pasterka Lenarta. Vse tri elemente je zasnoval in izvedel arhitekt Borut Bončina ob pomoči g.Petra Močnika. Priložnostni žig je bil v uporabi 26.aprila 2012 pri pošti 2392 Mežica. Izid priložnostne filatelistične izdaje je poleg navedenih treh entuziastov finančno podprla Občina Mežica.